# Embajada de España en Senegal
La Embajada de España en Senegal es la máxima representación legal del Reino de España en la República de Senegal. También está acreditada en Gambia (1967).

## Embajador
La actual embajadora es Olga Cabarga Gómez, quien fue nombrada por el gobierno de Pedro Sánchez el 23 de junio de 2020.

## Misión diplomática
En Senegal existe una única representación diplomática de España ubicada en la capital del país, Dakar. Esta misión diplomática fue creada en 1961. En Gambia, existe una oficina diplomática a cargo de un encargado de negocios y un cónsul honorario.

## Historia
Senegal se independizó en 1960 de su metrópolis, Francia, y al año siguiente España envió una misión extraordinaria para representar al país ibérico en los festejos por la independencia de Senegal.

## Demarcación
La embajada en Dakar tiene la demarcación que incluye:
- República del Gambia: en 1965 España y Gambia establecieron relaciones diplomáticas. Ese mismo año se creó la embajada no residente de Gambia y los asuntos pasaron a depender de Senegal a partir de la designación del primer embajador español, 1967, residente en Dakar. No obstante, desde 2008 ningún embajador español está acreditado ante el gobierno de Banjul.

Pero hasta 2008 llegó a incluir a Gambia y a estos otros países del entorno:
- República de Malí: España estableció relaciones diplomáticas y creó la Embajada española no residente en Bamako, capital de Malí en 1964, cuatro años después de la independencia del país africano. Los asuntos diplomáticos de Malí dependieron la demarcación de Mauritania hasta 1970 cuando fueron adscritos a la embajada en Dakar. En 1994 Malí volvió a depender de la embajada española en Mauritania hasta 2006 cuando se creó la Embajada residente en el país africano.

- República de Cabo Verde: las relaciones diplomáticas en el 21 de diciembre de 1977, pero los asuntos diplomáticos en el país insular dependieron de la embajada española de Senegal hasta 2007, cuando se nombró al primer embajador residente en Cabo Verde.

- República de Guinea-Bisáu: los dos países establecieron relaciones diplomáticas el 4 de julio de 1975, pasando a la demarcación de la embajada de Dakar. En 2007 se creó la misión diplomática permanente en Bisáu y se nombró al primer embajador español residente en la excolonia portuguesa.

- República de Guinea: la embajada no residente en Guinea fue creada en 1965 y dos años después se nombró al primer embajador acreditado ante las autoridades de Conakri pero residente en Dakar, para las relaciones entre ambos países. En 1977 Guinea quedó adscrita a la demarcación de Ghana y dos años después pasó a la Embajada en Liberia hasta que en 1992 volvió a la demarcación de Senegal hasta que finalmente fue creada la Embajada residente en Guinea (2007).

- República de Sierra Leona: según el decreto 2704/1964 aprobó la creación de la embajada no residente en Freetown pero con residencia en la embajada española en Monrovia hasta 1967. Los asuntos diplomáticos de Sierra Leona fueron cambiando varias veces de demarcación, así, entre 1967 y 1978 fue dependiente de la Embajada española en  Acra (Ghana), de 1980 a 1991 de vuelta a Liberia de 1992 a 1993 de Lagos, antigua embajada española en Nigeria. Y, desde 1994 a 2008 de la Embajada española en Dakar y, desde 2012 a 2018 en la demarcación de Abiyán, ciudad diplomática de Costa de Marfil. Actualmente está integrada dentro de la demarcación de embajada española en Guinea.